# Billie Lourd
Billie Catherine Lourd (Los Angeles, Kalifornia, 1992. július 17. –) amerikai színésznő, Carrie Fisher lánya. 
Legismertebb szerepe Chanel #3 a Scream Queens – Gyilkos történet című horrorvígjáték-sorozatban, de feltűnt a Csillagok háborúja VII: Az ébredő Erő című filmben is. 

## Fiatalkora és családja
Lourd Los Angelesben született, Kaliforniában. Édesanyja a Csillagok háborúja filmekből ismert Carrie Fisher, édesapja a tehetségkutató Bryan Lourd. Fisher révén Billie Lourd Debbie Reynolds színésznő és az énekes Eddie Fisher unokája, valamint Todd Fisher, Joely Fisher és Tricia Leigh Fisher unokahúga.
Lourd vallástudományt és pszichológiát tanult a New York egyetemen, ahol 2014-ben diplomázott.

## Karrier
2014 júniusában a The Sun bejelentette, hogy Lourd szerepet kap a készülő Star Wars-filmben, az Csillagok háborúja VII: Az ébredő Erő-ben, ahol a fiatal Leia hercegnőt fogja játszani. 2015 májusában Lourd elárulta, hogy nem ő fogja alakítani az ifjú Leiát, csupán kisebb szerepet kap a filmben. A filmet 2015 decemberében mutatták be, Lourd Connix hadnagy szerepében volt látható benne. Szerepel a Csillagok háborúja VIII: Az utolsó Jedik-ben is.
2015 februárjában Lourdot beválogatták a Fox készülő horrorvígjáték-sorozatának, a Scream Queens – Gyilkos történetnek a szereplőgárdájába. Egy gazdag és elégedetlen lányszövetség-tagot, Sadie Swensont (a sorozatban Chanel #3-ként említik) alakít, aki mindig fülmelegítőt hord, utalva ezzel Carrie Fisher legendás hajviseletére a Csillagok háborújából.
2015 decemberében a Variety magazin bejelentette hogy Lourd a Scream Queens főszereplőjét alakító Emma Robertsszel együtt csatlakozott a készülő amerikai életrajzi-bűnügyi filmdráma, a Billionaire Boys Club stábjához Rosanna szerepében, aki a Jeremy Irvine alakította Kyle Biltmore szerelme a történetben.
2016 januárjában a Deadline.com bejelentette hogy Lourd visszatér a Scream Queens 2. évadában.

## Filmográfia

### Film
| Év   | Magyar cím                             | Eredeti cím                      | Szerep            | Magyar hang       |
| ---- | -------------------------------------- | -------------------------------- | ----------------- | ----------------- |
| 2015 | Star Wars VII. rész – Az ébredő Erő    | Star Wars: The Force Awakens     | Connix hadnagy    | Sipos Eszter Anna |
| 2017 | Star Wars VIII. rész – Az utolsó jedik | Star Wars: The Last Jedi         | Connix hadnagy    | Sipos Eszter Anna |
| 2018 | Milliárdos fiúk klubja                 | Billionaire Boys Club            | Rosanna Ricci     | Pekár Adrienn     |
| 2019 | Éretlenségi                            | Booksmart                        | Gigi              | Gáspár Kata       |
| 2019 | Star Wars IX. rész – Skywalker kora    | Star Wars: The Rise of Skywalker | Connix hadnagy    | Sipos Eszter Anna |
| 2019 | Beugró a Paradicsomba                  | Ticket to Paradise               | Wren Butler       | Antóci Dorottya   |
| 2024 | Az utolsó táncosnő                     | The Last Showgirl                | Hannah Gardner    |                   |
| 2025 |                                        | And Mrs                          | Mrs Audrey        |                   |
| 2025 | Az utolsó táncosnő                     | The Last Showgirl                | Hannah Gardner    |                   |
| 2025 | A hupikék törpikék                     | Smurfs                           | Törparás (hangja) | Mikecz Estilla    |

### Televízió
| Év        | Magyar cím                          | Eredeti cím                           | Szerep                    | Megjegyzések                                         |
| --------- | ----------------------------------- | ------------------------------------- | ------------------------- | ---------------------------------------------------- |
| 2015–2016 | Scream Queens – Gyilkos történet    | Scream Queens                         | Sadie Swenson / Chanel #3 | - 23 epizód - magyar hangja:[forrás?] - Dögei Éva    |
| 2017      | Amerikai Horror Story: Szekta       | American Horror Story: Cult           | Winter Anderson           | - 10 epizód - magyar hangja:[forrás?] - Csifó Dorina |
| 2017      | Amerikai Horror Story: Szekta       | American Horror Story: Cult           | Linda Kasabian            | 1 epizód                                             |
| 2018      | Amerikai Horror Story: Apokalipszis | American Horror Story: Apocalypse     | Mallory                   | - 8 epizód - magyar hangja:[forrás?] - Csifó Dorina  |
| 2019      | Amerikai Horror Story: 1984         | American Horror Story: 1984           | Montana Duke              | - 9 epizód - magyar hangja:[forrás?] - Csifó Dorina  |
| 2020      | Will és Grace                       | Will & Grace                          | Fiona Adler               | 1 epizód                                             |
| 2021      |                                     | American Horror Stories               | Liv Whitley               | 1 epizód                                             |
| 2021      | Amerikai Horror Story: Két történet | American Horror Story: Double Feature | Leslie "Lark" Feldman     | 2 epizód                                             |
| 2022      |                                     | American Horror Story: NYC            | Dr. Hannah Wells          | 7 epizód                                             |
| 2023      |                                     | Strange Planet                        | hangos tini (hangja)      | 2 epizód                                             |
| 2023–2024 |                                     | American Horror Story: Delicate       | Ashley                    | 3 epizód                                             |
| 2025      | Századközepi modern                 | Mid-Century Modern                    | Becca Frank               | 1 epizód                                             |

## Fordítás
- Ez a szócikk részben vagy egészben  a   Billie Lourd című angol Wikipédia-szócikk ezen változatának fordításán alapul.  Az eredeti cikk szerkesztőit annak laptörténete sorolja fel. Ez a jelzés csupán a megfogalmazás eredetét és a szerzői jogokat jelzi, nem szolgál a cikkben szereplő információk forrásmegjelöléseként.